# Prova del rosa de Bengala
La prova del rosa de Bengala és una prova basada en l'aglutinació dels anticossos amb els antígens. Àmpliament utilitzada en el diagnòstic ràpid com a primera prova o sondeig, principalment s'usa per a determinar la presència de Brucella abortus. És un test qualitatiu, ja que només ens permet distingir entre individus positius i negatius.

El rosa de Bengala (4,5,6,7-tetracloro-2',4',5',7'-tetraiodofluoresceina) va ser preparat per primera vegada l'any 1884 per Gnehm com a tint de llana que combinava halògens amb fluoresceïna i 4 àtoms de iode. El primer informe d'ús clínic data de l'any 1914, en la que Römer va afegir rosa de Bengala a safranina victòria groga per tractar la infecció pneumocòccica ocular. El seu nom es deu a la tonalitat rosa que adquireixen els resultats en els quals apliquem el compost. 

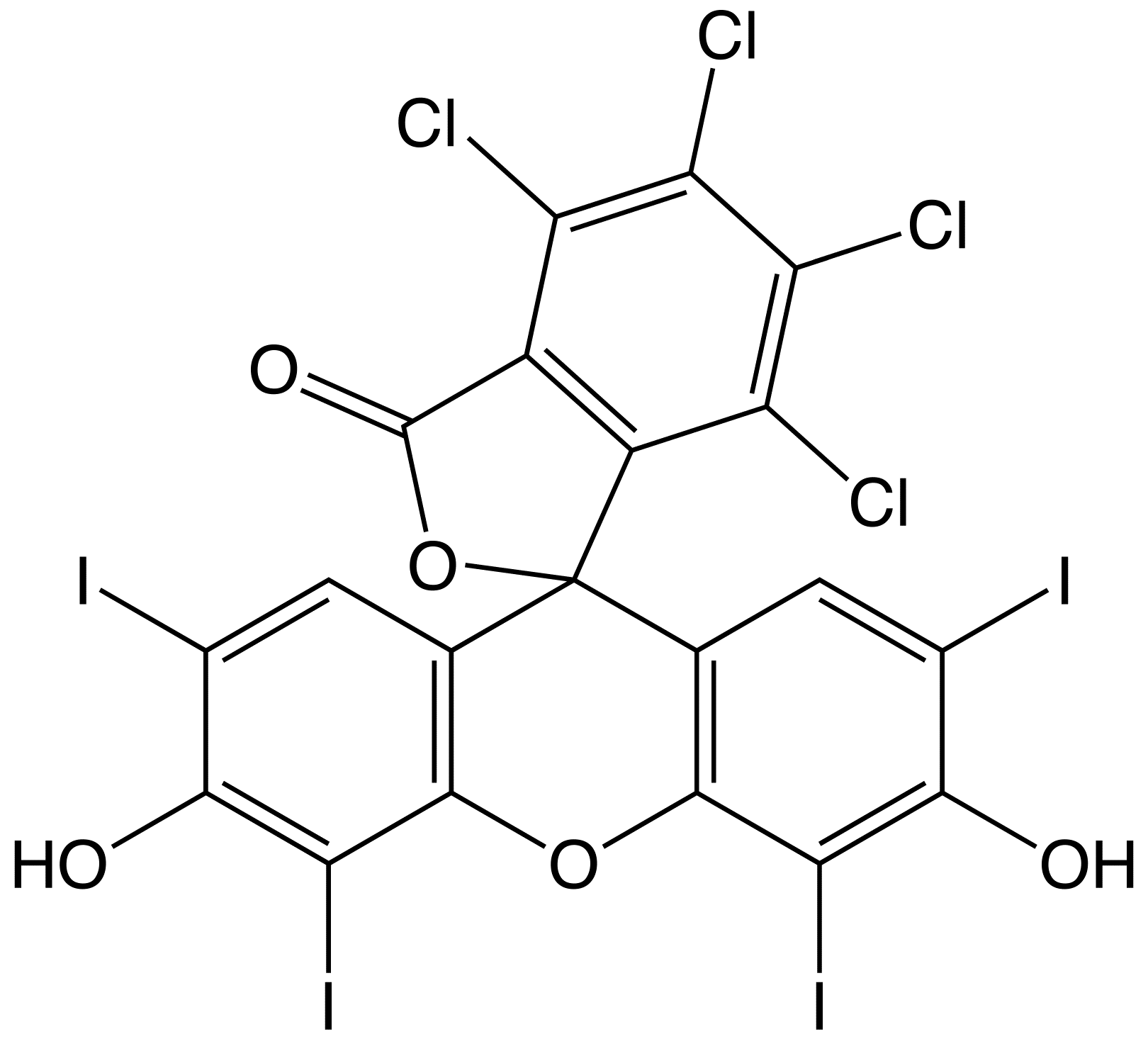
Molècula del rosa de Bengala: 4,5,6,7-tetracloro-2',4',5',7'-tetraiodofluoresceina

Actualment el rosa de Bengala està sent estudiat també com a tractament per a certs tipus de càncer i malalties de la pell. Es fan assajos clínics per melanomes, càncers de mama i també s'està investigant per l'èczema i la psoriasi. La seva sal de sodi també s'utilitza comunament per a identificar danys a l'ull, ja que se'n fan servir gotes per a tenyir les zones danyades de la capa conjuntiva i les cèl·lules de la còrnia. 

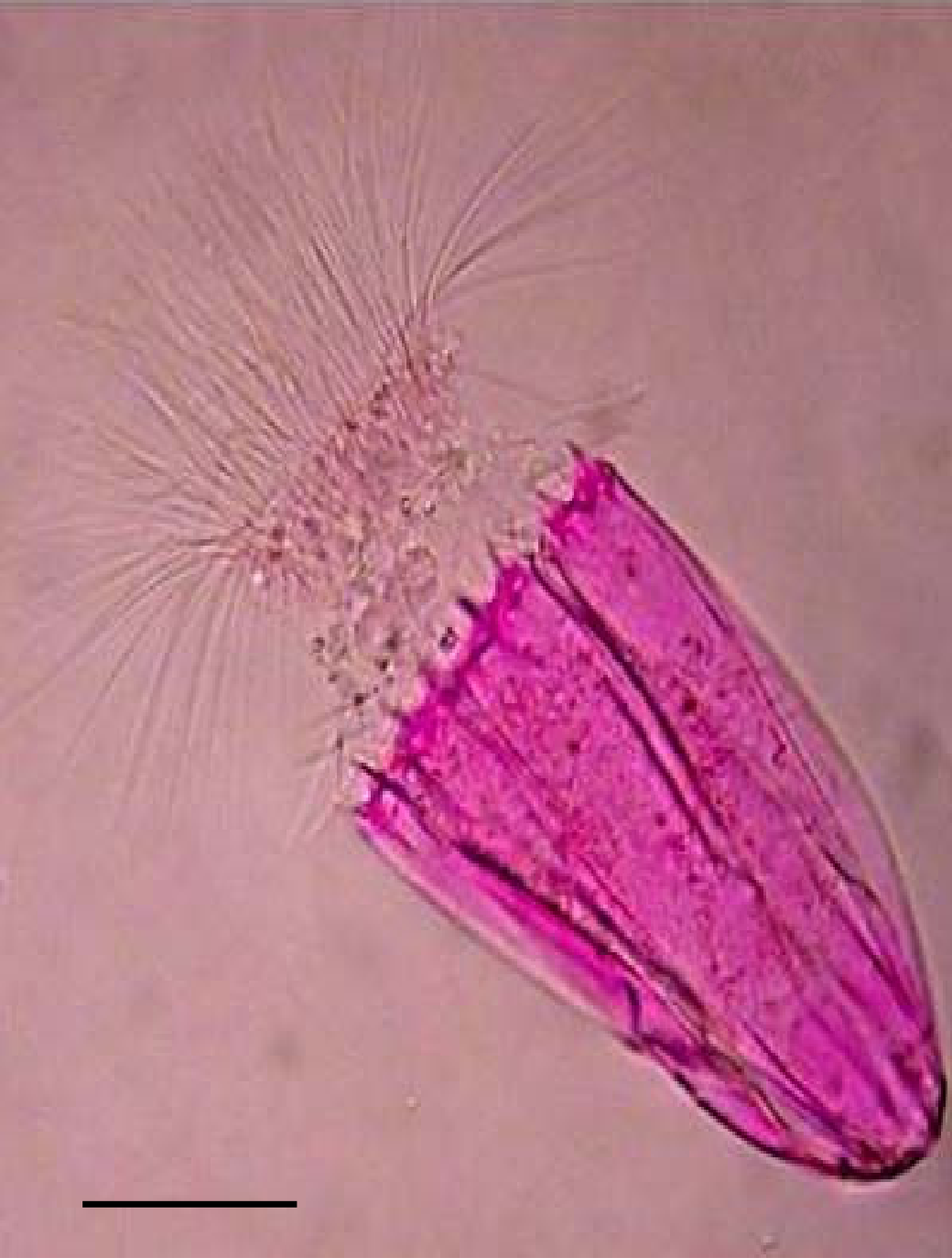
Imatge d'un Spinoloricus tenyit amb rosa de Bengala (microscopi òptic)

## Immunologia (serologia)

### Diagnòstic de la brucel·losi (principalment bovina)
La prova del rosa de Bengala s'utilitza molt en el diagnòstic de la brucel·losi (en els humans coneguda com a febre de Malta) per la seva rapidesa, senzillesa i eficàcia, ja que es tracta d'un test molt específic i sensible. S'utilitza principalment com a aproximació diagnòstica immediata. Aquests dos factors el converteixen en una bona prova de cribratge inicial. Els seus falsos negatius es limiten a malalts amb processos de pocs dies d'evolució.
Va ser recomanada per la FAO/OMS (1986) per al Comitè Mixt d'Experts en Brucel·losi.
Aquest test en el diagnòstic de brucel·losi, és una prova senzilla de ràpida aglutinació puntual en porta. És una prova fonamentalment qualitativa, ja que a partir de la barreja del sèrum reactiu sense diluir humà o animal, posat en contacte amb una suspensió bacteriana com a antigen barrejada amb el colorant, és capaç de detectar la presència o absència d'anticossos contra Brucella.
Aquesta prova d'aglutinació permet un diagnòstic immediat, normalment s'utilitza com a antigen una suspensió bacteriana de cèl·lules mortes de B. abortus biotipus 1 (cepa S99 o S1119-3), a la que se li afegeix el colorant rosa de Bengala, i a aquest se l'enfronta al sèrum problema sense diluir del possible afectat.
La B. abortus afecta majoritàriament a bestiar boví, tot i que també pot afectar l'ésser humà, la biovarietat 1 és la més maligna per a aquest, seguida de la 3 i la 6. Però és B. melitensis la considerada com a més patògena per a l'home.

#### Producció d'antigen i procediment de la prova
Segons el manual de brucel·losi bovina de l'OIE, l'antigen es prepara recollint per centrifugació a 23000 g (unitat d'acceleració de la gravetat) durant 10 minuts a 4 °C les cèl·lules mortes de B. abortus i resuspenent-les uniformement en una solució fenicada a proporció d'1g per cada 22,5 ml. A aquesta suspensió se li afegeix el rosa de Bengala (per cada 35 ml de suspensióhi afegim 1 ml de rosa de Bengala a l'1% en aigua destil·lada) i s'agita la barreja durant 2 hores a temperatura ambient. Aquesta es filtra per llana de cotó i se centrifuga a 10.000 G (unitat d'acceleració de la gravetat) per dipositar les cèl·lules tenyides, que a continuació es resuspendran a raó d'1 g de cèl·lules per cada 7 ml de diluent (21,1 g d'hidròxid sòdic dissolts en 353 ml de solució salina amb fenol més 95 ml d'àcid làctic, que s'ajusta a 1056 ml amb solució salina fenicada). La suspensió es filtrarà per llana un cop més i dues vegades a través d'un prefiltre de fibra de vidre. El color de la suspensió ha de ser vermell intens i el sobrenedant d'una mostra centrifugada no ha de tenir colorant. El resultat final serà una solució tamponada amb un pH de 3,65, oscil·lant +/- 0,05, per al seu millor rendiment. Aquest es guarda a 4 °C en la foscor. Per a dur a terme el test es diposita una gota del "colorant preparat" (antigen) i una de sèrum en un portaobjectes, a temperatura ambient. El portaobjectes s'ha d'inclinar repetitivament en totes direccions per així aconseguir barrejar les gotes, el procediment durarà uns minuts.
En finalitzar la prova, si l'individu està infectat, els seus anticossos IgG o IgM amb aglutinines específiques presents en el sèrum reaccionaran enfront de l'antigen homòleg (aglutinogen) i formaran aglutinacions. Si en reaccionar a simple vista s'observen petits grumolls com grans de sorra o un gruixut anell en la perifèria de la gota, la reacció serà positiva i, per tant, l'individu probablement estarà malalt (Poden donar-se falsos positius en cas d'infeccions anteriors, essent un gran problema en àrees endèmiques). Si no s'observa cap d'aquests canvis, la mostra segurament serà negativa (no té una especificitat del 100%). La capacitat de reaccionar amb anticossos IgG o IgM és molt útil per al diagnòstic d'individus en fase crònica de la malaltia, ja que aquests presenten un alt nivell d'anticossos IgG difícilment detectables pel tradicional mètode d'aglutinació en tub conegut com a Wright, que permet també la detecció en cas d'infeccions subclíniques.
La reacció de la prova enfront dels sèrums positius (presència de grumolls o anell) és deguda al fet que la unió antigen-anticòs és insoluble i tendeix a precipitar. La precipitació té lloc quan la proporció antigen/anticòs és suficient (però no sobrepassa el límit) i quan els anticossos bivalents són capaços d'aglomerar l'antigen insoluble fins al punt de formar aglutinacions visibles, gràcies a aglutinines específiques. Si la proporció antigen/anticòs sobrepassa un cert nivell, la capacitat de l'anticòs per aglomerar l'antigen disminueix i l'eficiència del test comença a decaure (augmenten els falsos negatius, aspecte a tenir en compte).
L'obtenció del sèrum problema, es farà seguint el procediment normal, permetent la coagulació de la sang i eliminant el coàgul d'aquesta.

#### Inconvenients
El test presenta alguns inconvenients tot i els múltiples avantatges que pugui tenir, ja que com qualsevol prova serològica aïllada no és adequada per totes i cada una de les situacions epidemiològiques, i és que no té el mateix valor diagnòstic si es realitza en una àrea endèmica o no. En una àrea endèmica la prova tindrà un valor predictiu positiu relativament baix, ja que hi existeix un elevat percentatge d'individus sans que presenten els anticossos contra Brucella per haver-la patit amb anterioritat, per tant seran falsos positius. En aquest cas, el test tindrà baixa especificitat, i és que aquest no ens permet quantificar la quantitat d'anticossos, sinó simplement la seva presència, per tant no ens permet distingir entre una positivitat deguda a la malaltia actual o un estat immunitari per infecció passada amb anterioritat. Això ens obliga a utilitzar altres proves quantitatives per a verificar els resultats, com ara la seroaglutinació en tub la qual ens aporta una major aproximació de la quantitat d'anticossos. En una zona no endèmica el test tindrà un elevat valor predictiu positiu, cosa que permet que un resultat positiu sigui pràcticament diagnosticat, mentre que la probabilitat que apareguin falsos negatius i s'exclogui la malaltia augmenta. En aquestes zones l'especificitat del test serà elevada i la sensibilitat més baixa, contràriament al que passaria en una zona endèmica.

## Oftalmologia

### Diagnòstic de la síndrome de l'ull sec
El colorant rosa de Bengala tenyeix de vermell les cèl·lules epitelials corneals mortes, necròtiques, desvitalitzades o les quals estan en procés de mort, i el mucus. Prenent, d'aquesta manera, el nom de "coloració vital". Permetent, gràcies a un patró característic de tinció, la confirmació del diagnòstic de la queratoconjuntivitis seca (síndrome de l'ull sec) fins i tot, abans que aparegui dany cel·lular evident.
La síndrome de l'ull sec té deficiència o anomalia de la pel·lícula lacrimal precorneal, promou la necrosi i la descamació de l'epiteli corneal i conjuntival, i la retenció de moc en el sac conjuntival. El colorant també tenyeix els filaments i les plaques corneals, permet observar les zones amb absència de mucina, signe característic de les cèl·lules no sanes. Així doncs, podrem establir amb més precisió el dany a la conjuntiva o a la còrnia ocasionat per la disminució de la producció de llàgrimes.
Les cèl·lules sanes no capten el colorant, ja que algunes substàncies lacrimals el bloquegen, com ara la mucina, l'albúmina, la lisozima i la lactoferrina. En les zones on la pel·lícula lacrimal no estigui íntegra o hi hagi una disfunció en la producció dels seus components, el colorant rosa de Bengala podrà penetrar la superfície ocular, on tenyirà principalment els nuclis cel·lulars i en menor grau altres orgànuls. Aquest mateix test es pot utilitzar també per a verificar el diagnòstic de la Síndrome de Sjögren (tenir els ulls secs és un dels seus símptomes).

#### Procediment de la prova
El rosa de Bengala en el diagnòstic de l'ull sec, es presenta en forma de gotes oftàlmiques que s'apliquen soles directament a l'ull o amb prèvia aplicació d'un anestèsic tòpic. Aquest anestèsic és aconsellable pel principal inconvenient del rosa de Bengala (porsteiorment explicat): la irritació conjuntival. O si no volem aplicar l'anestèsic, podem reduir fins al 0,25% la concentració per la mateixa raó (irritació), ja que la concentració que s'utilitza normalment és de l'1%.
La prova ha estat estandarditzada pel comité del "National Eye Institute" amb la indicació de fer-ho de la següent manera:
1. Aplicació prèvia de l'anestèsic tòpic
2. Aplicació de 5 μL de rosa de Bengala. (Les gotes poden ser d'entre 2 i 5 μL.)[5]
3. Examinació del pacient a través de la llum de fenadura amb el filtre verd.
4. El colorant deixarà una taca de forma temporal en les cèl·lules de l'ull que estiguin cobertes inadequadament per la pel·lícula lacrimal.
5. Es qualificarà l'afectació segons el grau de tinció i el número del total d'àrees infectades.

#### Com s'interpreta?
La zona exposada de la superfície ocular la dividim en tres sectors:
- Conjuntiva nasal
- Conjuntiva temporal
- Còrnia

Graduem la tinció de cada un d'ells de 0 a 3 segons el criteri de Van Bijsterveld. Si sumem els tres valors i obtenim una puntuació superior a 3,5: és un cas de síndrome d'ull sec.

#### Característiques de la prova
La sensibilitat és del 25% (molt baixa), ja que la pigmentació fa que no es vegi perfectament la tinció del rosa de Bengala.
L'especificitat és del 90%.

#### Inconvenients
Per tot això comentat, la prova resulta molt útil per a mesurar la integritat de la pel·lícula lacrimal, ja que quan aquesta disminueix, permet la tinció de les cèl·lules epitelials. De la mateixa manera, com també una lesió epitelial que modifiqui la capacitat d'interacció amb la capa de mucosa pot donar una tinció positiva.
El rosa de Bengala no tenyeix les cèl·lules sanes. A més a més, té una toxicitat intrínseca que indueix a la pèrdua immediata de vitalitat de les cèl·lules que no eren correctament protegides per la pel·lícula lacrimal. Aquesta toxicitat pot complicar els diagnòstics d'altres malalties que depenen de l'obtenció de cultius de virus o bacteris que es troben en la superfície ocular, que es veuran afectats per la toxicitat. També és irritant i pot induir a falsos positius, i això disminueix l'especificitat del test.
Un altre inconvenient que podem trobar és que el rosa de Bengala és molt rar que es fabriqui per fer aquest tipus de prova oftalmològica, ja que és contaminant, entre altres motius.

#### Actualment
El rosa de Bengala ha estat substituït pel fluotest que és fluoresceïna i oxibuprocaina (anestèsic, se segueix posant, ja que la manipulació dels ulls és molt molesta pel pacient) o pel verd de lisamina que fan la mateixa funció que feia el rosa de Bengala, ajuden i contribueixen a l'exploració ocular.

## Medicina (hepàtica)

### Història de l'exploració de la funció hepàtica
La capacitat del fetge per excretar colorants va ser demostrada a mitjans del segle passat, de la mà d'Abel i Rowtree el 1909, els quals van valorar la capacitat funcional del fetge mesurant la seva habilitat per eliminar de la sang un colorant injectat via endovenosa a través de la via biliar. Aquests van mesurar l'excreció final del colorant i van concloure que l'eliminació en femtes era inversament proporcional al grau d'afectació hepàtica.
Gràcies a Rosenthal i White, aquest sistema de mesurament va ser substituït per la determinació colorimètrica de la quantitat de colorant residual en sang. Aquests van estudiar la desaparició d'una sèrie de colorants halogenats de la fenoftaleïna, demostrant l'existència d'un espai extravascular en el qual desapareixien els colorants abans de passar al fetge i d'aquí al sistema biliar. Rosenthal va proposar la utilització de la bromosulftaleïna com el colorant d'elecció, mentre que poc temps després Delprat i altres, van demostrar que el rosa de Bengala era igualment eficaç per a l'estudi de la funcionalitat hepàtica. No obstant, per raons no del tot clares, la BSP va desplaçar al RB en l'estudi de la capacitat cromodepuradora hepàtica, malgrat que els resultats de tots els autors són superposables amb tots dos colorants.

#### L'ús del rosa de Bengala marcat amb iode 131
L'estudi de la funció hepàtica amb rosa de Bengala, sal sòdica d'un derivat halogenat de la fluoresceïna, la tetra-iodo-tetra-cloro-fluoresceïna di-sòdica, data de l'any 1923. L'any 1923 Delprat va fer estudis en gossos, en els que va injectar rosa de Bengala i va efectuar extraccions seriades de sang al minut, i als 2, 4, 8 i 16 min. Comparant el color del plasma separat de la sang extreta amb una solució testimoni, concentració de la qual es coneixia prèviament, va determinar el percentatge de retenció del colorant en les mostres de sang. Intoxicant als mateixos animals amb cloroform i repetint la prova, va comprovar un augment en la retenció en sang del rosa de Bengala. Sabent que el cloroform és un tòxic hepatocel·lular, va demostrar que la depuració plasmàtica del colorant en estudi estava íntimament lligada a la capacitat funcional de l'hepatòcit.
Anys més tard, el 1927, Kerr i els seus col·laboradors van utilitzar aquesta prova a l'home, determinant el percentatge de retenció per comparació en un fotocolorímetre i en el qual s'eliminava el molest pas de la preparació d'un testimoni determinat. En l'estudi efectuat en diverses hepatopaties, va mostrar retencions majors que les observades en persones amb una funció hepàtica normal. D'altra banda, la prova realitzada en malalts amb patologia extra hepàtica, no va revelar alteracions en els seus resultats. El metabolisme del rosa de Bengala no era suficientment conegut i es creia que en ser incorporat al torrent sanguini era extret de la sang per les cèl·lules de Kupffer i eliminat per l'hepatòcit, per les vies biliars, a l'intestí, sent la depuració plasmàtica extrahepàtica, menyspreable. No obstant això, les dosis utilitzades de 5 mg per kg de pes produïen toxicitat i el colorant retingut en l'organisme produïa fenòmens de fotosensibilitat i una determinació enutjosa al plasma ictèric.
L'any 1949, Mendeloff va utilitzar la propietat de fluorescència del rosa de Bengala amb llum ultravioleta, demostrant amb l'estudi microscòpic del fetge de rates, que 10 minuts després d'haver-les injectat el colorant, la fluorescència vermell-taronja del rosa de Bengala apareixia únicament en els hepatòcits, amb la qual cosa va demostrar la no-intervenció de les cèl·lules de Kupffer en el metabolisme de la substància en estudi. Però els inconvenients derivats de la seva toxicitat i de dificultat en la seva determinació persistien.
L'any 1955, Taplin va introduir un important avanç substituint els àtoms de iode natural per un isòtop radioactiu, el iode 131. D'aquesta forma el compost marcat podia ser detectat externament mitjançant aparells adequats, amb el que s'eliminava un factor important d'error, la determinació colorimètrica en pacients ictèrics i d'altra banda desapareixia la toxicitat en funció de la mínima quantitat de rosa de Bengala utilitzat. Tot i així, el mètode era únicament qualitatiu i amb error en factors com la dosi injectada, la mida de la persona, el volum del fetge, etc.
L'any 1956, Lowestein, utilitzant la mateixa tècnica de Taplin, va idear un mètode de valoració quantitatiu determinant el temps mitjà de captació, temps amb un lapse en el qual la radioactivitat en sang perifèrica dequeia a la meitat, el temps mitjà d'excreció, temps amb un lapse en el qual es desfeia de la meitat de la radioactivitat captada i per acabar determinava la capacitat vascular hepàtica.
L'any 1958, Nordyke i Blahd van estudiar l'excreció del rosa de Bengala, determinant el temps d'arribada a l'intestí de la radioactivitat eliminada pel fetge, mitjançant un detector ubicat sobre la fossa ilíaca esquerre, en el que es va concloure que el temps que transcorre en arribar el colorant a la zona del localitzador, serviria per fer el diagnòstic diferencial entre lesió hepatocel·lular i obstrucció de les vies biliars intra o extrahepàtiques.
L'any 1959, els anteriors autors van considerar que la mesura de la radioactivitat sobre la zona hepàtica podria estar exposada a error per mobilitat respiratòria del fetge o gran vascularització d'aquest, amb la qual cosa part de l'activitat detectada es deu al fet que hi ha la sang circulant i proximitat de la vesícula biliar, on es concentra el colorant. Així van detectar la caiguda de la radioactivitat en la sang perifèrica, expressant els resultats obtinguts en termes de la relació 20 minuts/5 minuts, amb un quocient que indica el percentatge de colorant retingut en sang.
L'any 1960, Meurman va demostrar que el rosa de Bengala circula en la sang unit quasi en la seva totalitat a la fracció albúmina de les proteïnes plasmàtiques i la resta en les globulines, sent la quantitat determinada en els elements cel·lulars sanguinis, menyspreables.

#### Valor del rosa de Bengala com a test funcional hepàtic
La prova del rosa de Bengala dona resultats en proporció directa a les dades clíniques i patològiques observats en relació amb el fetge, ja que, administrant via intravenosa rosa de Bengala aquest circula ràpidament localitzant-se al fetge i a continuació, via biliar passa als intestins on no serà absorbit.
La depuració plasmàtica del rosa de Bengala està condicionada a la capacitat funcional de l'hepatòcit, la presència d'un flux sanguini hepàtic normal i la permeabilitat de les vies biliars intrahepàtiques i extrahepàtiques. Les persones sanes, absorbeixen rosa de Bengala a través del fetge cap al torrent sanguini molt ràpidament de manera que, al final de setze minuts només una petita traça roman en el plasma sanguini; rarament més del 25% de la quantitat injectada.
Pel que fa al ronyó, té un paper secundari en l'eliminació urinària del rosa de Bengala al cap de 24 hores d'haver-se introduït el tint en la circulació.
Els malalts que presenten alteració funcional de l'hepatòcit, el ronyó, en rebre més oferta, augmenta l'excreció de la substància radioactiva actuant com mecanisme compensador.. En cas de cirrosi del fetge, el deteriorament de la funció hepàtica té una relació directa amb la quantitat de cicatrius al fetge i en la invasió de la reserva funcional del fetge. Un cas avançat de cirrosi sempre mostra un marcat retard en l'excreció d'aquest tint.
L'estudi de l'excreció urinària del rosa de Bengala I131 constitueix un mètode d'exploració funcional del fetge, sensible, específic, simple i innocu. La seva reacció seriada permet objectivar el curs evolutiu de les hepatopaties
- En microbiologia fúngica (micologia) el rosa de Bengala també s'utilitza com a medi DRBC (Dichloran Rose_Bengal Chloramphenicol Agar). És un medi selectiu per llevats i fongs associats al deteriorament dels aliments.[7] En microbiologia bacteriana el rosa de Bengala Agar de Cooke és un medi que s'utilitza per suprimir el creixement bacterià.

- El PV-10[8] és una “droga” derivada del rosa de Bengala que s'usa per tractar el cáncer de pell (melanoma). És una solució injectable al deu per cent de rosa de bengala disòdic, un derivat de fluoresceïna iodat, amb elevada activitat antineoplàsica i radiosensibilitzadora. Quan s'injecta en el teixit tumoral, el PV-10 es dirigeix específicament i es concentra en les cèl·lules tumorals, produint oxigen citotòxic quan s'exposa a la radiació ionitzant. A més, el PV-10 pot estimular una resposta immune anti-tumoral.
- Químicament, el rosa de Bengala es pot utilitzar en la síntesi per generar una sola molècula d'oxigen a partir d'un triplet d'oxigen. L'oxígen sol, llavors, pot sotmetre's a una varietat de reaccions útils, en particular [2+2] addicions cícliques amb alquens i sistemes similars.
- El rosa de Bengala és un candidat adequat per a l'electrònica molecular. És una molècula de doble planar i amb rotació relativa dels plans, amb diverses propietats electròniques.[9]
- En biomedicina, també es pot utilitzar per a formar molts derivats que tenen funcions mèdiques importants com el compost RB2.[10] El rosa de Bengala s'utilitza en models d'accident cerebrovascular isquèmic, i també s'ha utilitzat com a taca de protoplasma per discriminar entre microorganismes vius i morts.